# 溪流背坡村
溪流背坡村（简称：溪村），又称华为欧洲小镇，是华为的研发总部，因为建筑风格参考呈现欧式因而得名“欧洲小镇”，位于中国广东省东莞市松山湖科技产业园区环湖路99号。始建于2015年，建成于2018年，占地面积约1270000平方米。
溪村整体由设计师金枫设计，建筑风格多样，包含欧洲西部多個國家與不同种類的主流文化均有涉及。园区内设有仿照牛津、布鲁日、卢森堡、温德米尔、格拉纳达、巴黎、维罗纳、克伦洛夫、弗里堡、勃艮第、海德尔堡、博洛尼亚设计的12个区，呈东北-西南走向。开设了餐厅等生活设施。种植了亚热带和热带植物，同时在部分园区种植了欧洲温带海洋性气候和地中海气候区的植物。园区内部建设森林、花坛、雕像等景观。溪流背坡村的建设耗资约400余亿人民币。
部分区域可以开放参观，参观前需提前预约。

## 松湖会战

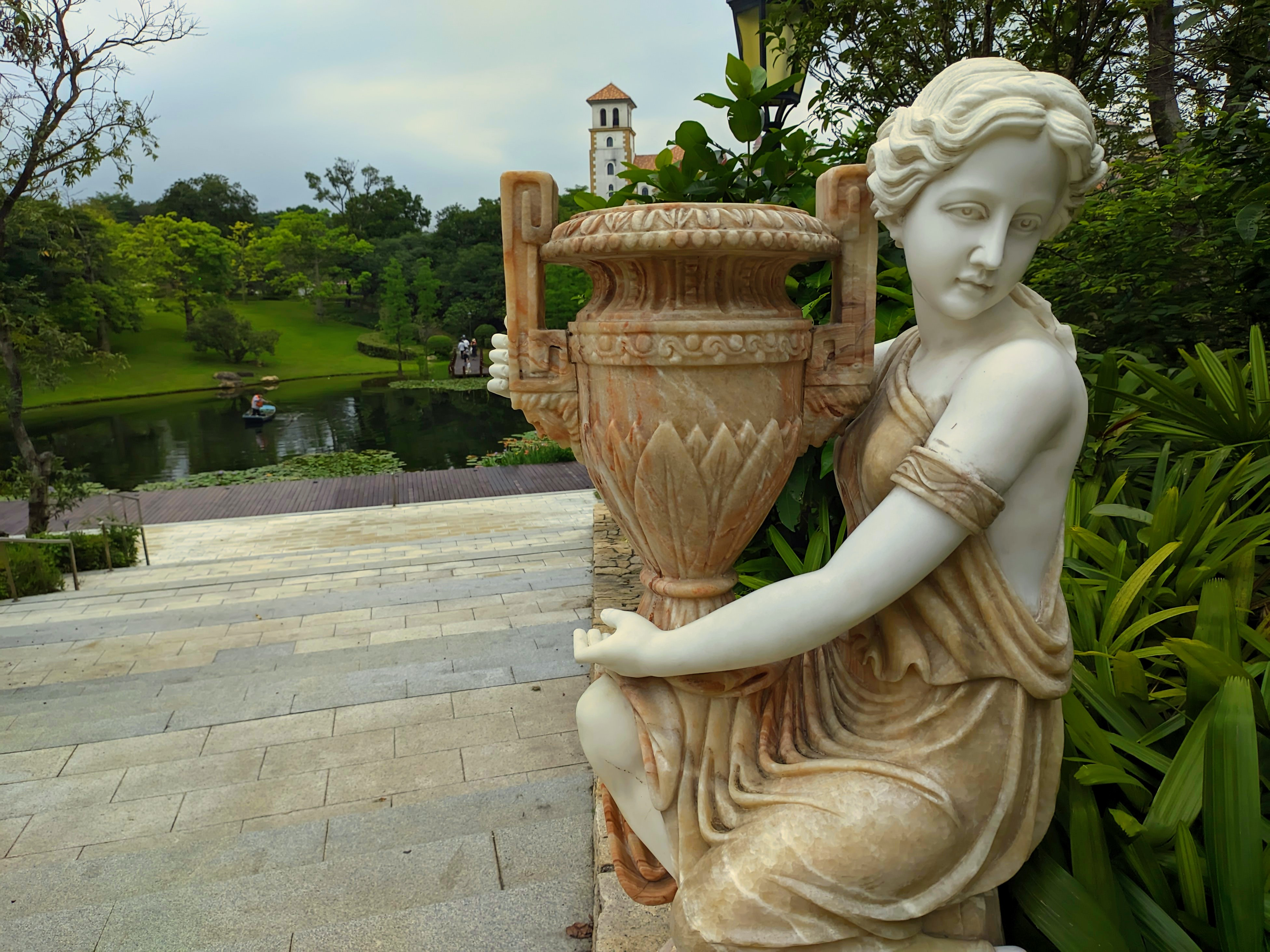
溪流背坡村的雕像

与谷歌合作受限后，2019年10月，华为召集了公司全球的两千多名工程师于该园区共同研发Google流动服务的替代品HMS技术，由于园区位于松山湖，被称为“松湖会战”。方兴东评价称，是次“大规模投入并未取得预期的商业回报，甚至可以说是失败的”，但却为鸿蒙崛起奠定了基础。

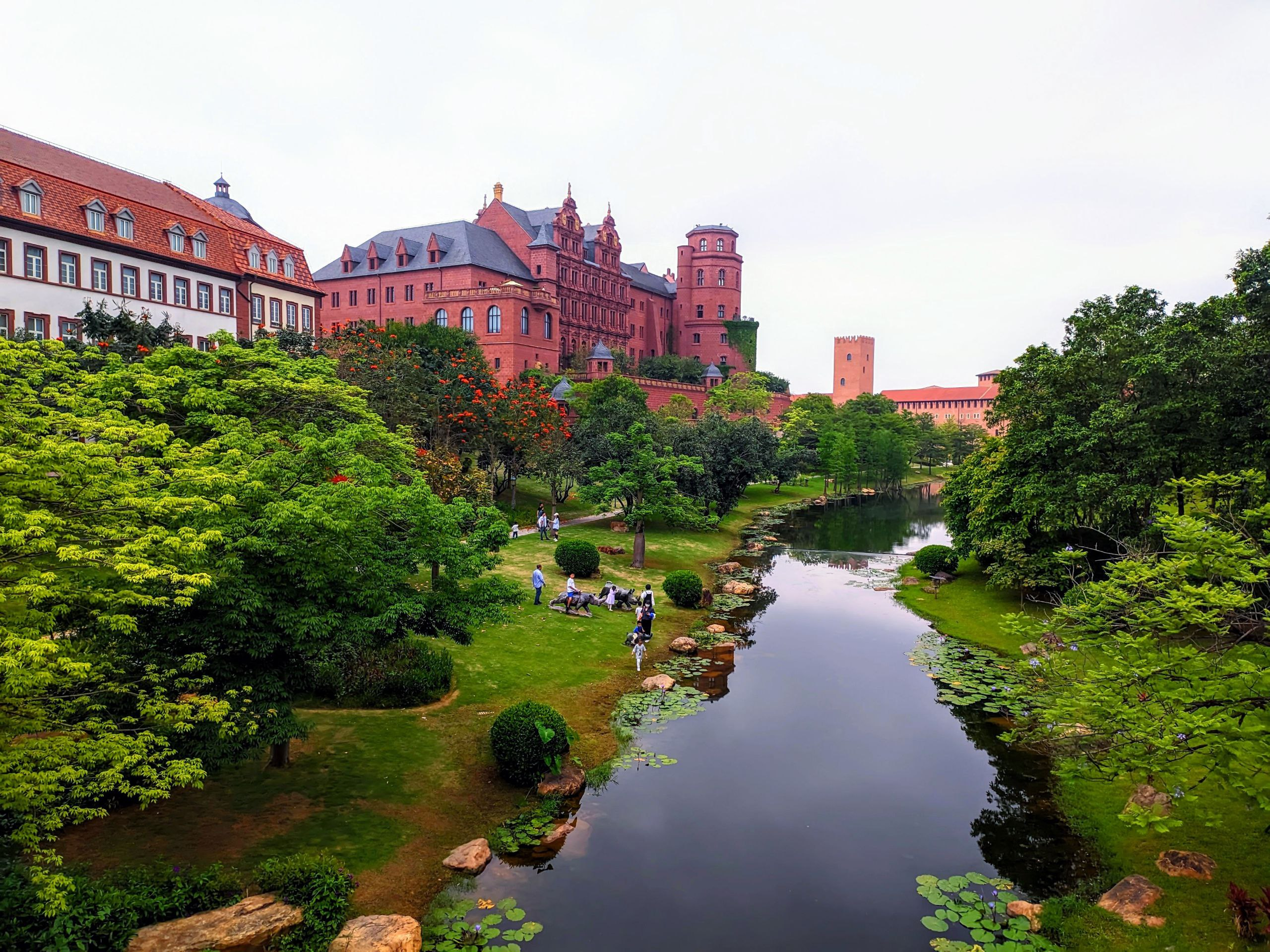
溪流背坡村的办公楼和河流